# Nosivka
Nosivka (ukrainsk: Но́сівка, ukrainsk udtale: [ˈnɔs⁽ʲ⁾iu̯kɐ]; russisk: Носóвка}) er en by i Nizjyn rajon, Tjernihiv oblast (provins) i Ukraine. Den er vært for administrationen af Nosivka hromada, en af Ukraines hromadaer. Byen  havde i 2023 en befolkning på omkring 12.543 mennesker.
Indtil 18. juli 2020 var Nosivka det administrative centrum for Nosivka rajon. Raionen blev afskaffet i juli 2020 som led i den administrative reform i Ukraine, der reducerede antallet af rajoner i Tjernihiv oblast til fem. Området i Nosivka rajon blev slået sammen med Nizjyn rajon.

## Galleri
- Nosivka jernbanestation
- Trinitykirken
- Shaulyna Mohyla-højen i Nosivka